# Yên Triều Tiên

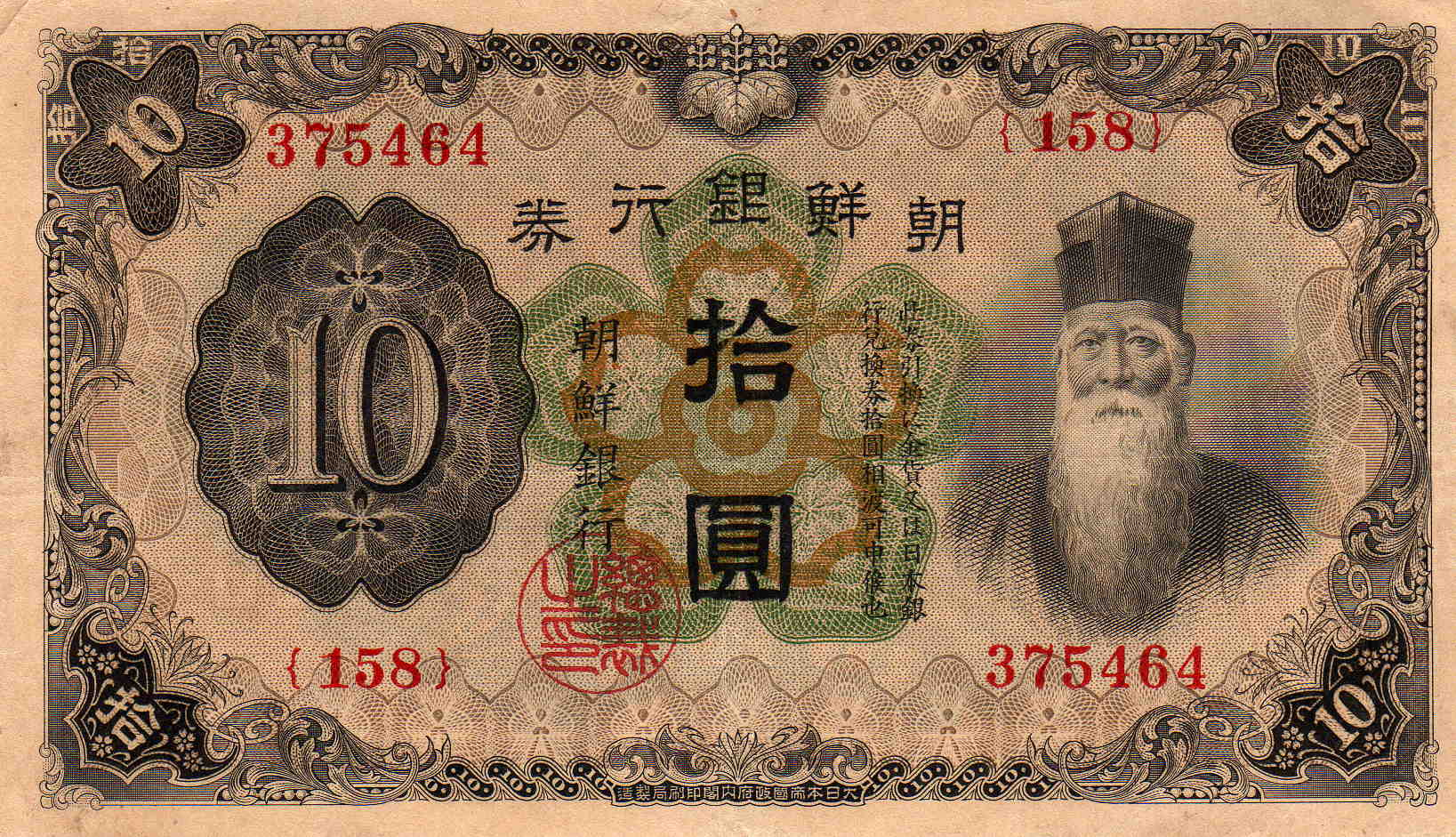
Tờ bạc 10 Yên do Ngân hàng Triều Tiên phát hành vào năm 1944.

Yên Triều Tiên là đơn vị tiền tệ của Triều Tiên thuộc Nhật vào giữa những năm 1910 và 1945. Đồng tiền này tương đương với Yên Nhật, bao gồm cả tiền Nhật Bản và tiền giấy phát hành đặc biệt dành cho Triều Tiên. Đồng yên được chia thành 100 sen. Nó thay thế won Triều Tiên ngang giá và được thay thế bằng won Hàn Quốc và won Bắc Triều Tiên.

## Tiền giấy
Từ năm 1902-1910, tiền giấy được phát hành bởi Dai-Ichi Bank (Ngân hàng Quốc gia đầu tiên của Nhật Bản, 株式會社第一銀行, Kabushiki Gaisha Daiichi Ginkō). Các mệnh giá bao gồm 10 sen, 20 sen, 50 sen, 1 yên, 5 yên và 10 yên. Các tờ tiền sen có dạng thẳng đứng và giống với các tờ tiền sen của Nhật Bản năm 1872 và đồng yên quân đội Nhật Bản vào đầu thế kỷ. Các tờ tiền này có thể đổi thành "Tiền tệ Nhật Bản tại bất kỳ Chi nhánh nào của Ngân hàng tại Triều Tiên".
Năm 1909, Ngân hàng Triều Tiên (韓國銀行) được thành lập tại Seoul với tư cách là một ngân hàng trung ương và bắt đầu phát hành loại tiền tệ hiện đại. Sau khi Ngân hàng Triều Tiên được thành lập, ngân hàng này sẽ ngay lập tức bắt đầu phát hành tiền giấy của riêng mình, những tờ tiền giấy mới này có thể đổi thành "tiền vàng hoặc tiền giấy Nippon Ginko." Hầu hết các khoản dự trữ mà Ngân hàng Hàn Quốc nắm giữ vào thời điểm đó là tiền giấy do Ngân hàng Nhật Bản phát hành và giấy tờ thương mại
Các tờ tiền do Ngân hàng Hàn Quốc phát hành chỉ được sửa đổi rất ít so với các tờ tiền của Ngân hàng Dai-Ichi trước đó đã lưu hành tại Hàn Quốc, điều này được thực hiện để giảm thiểu mọi sự nhầm lẫn có thể xảy ra trong thời kỳ chuyển tiếp. Tên của Ngân hàng Triều Tiên đã được chèn vào và huy hiệu hoàng gia của Hàn Quốc thay thế cho biểu tượng ngôi sao 10 cánh của Ngân hàng Dai-Ichi, và mặt sau của các tờ tiền 1 yên đã đổi màu, nhưng tất cả những thay đổi tổng thể đều rất nhỏ.
Tiền giấy của Ngân hàng Triều Tiên có niên đại là 1909 và được phát hành vào năm 1910 và 1911. Sau khi Hàn Quốc mất chủ quyền vào tay Nhật Bản vào năm 1910, Ngân hàng Triều Tiên được đổi tên thành Bank of Chōsen (朝鮮銀行, Korean: Joseon Eunhaeng, Japanese: Chōsen Ginkō). Tờ tiền giấy đầu tiên của Bank of Chosen có niên đại là 1911 và được phát hành vào năm 1914. 1 yên, 5 yên, 10 yên và 100 yên được phát hành thường xuyên, trong khi thỉnh thoảng có một số tờ tiền sen (5, 10, 20, 50 sen). Tờ 1000 yên đã được in nhưng không bao giờ được phát hành vào cuối Thế chiến II. The earlier issues were redeemable "in Gold or Nippon Ginko Note". A similar phrase was written in Japanese on later issues. Hình ảnh một ông già trên tờ tiền có lẽ là một biểu tượng ẩn dụ về tuổi thọ có thể dựa trên Kim Yun-sik

## Sen

### 1916
| Tên              | Mặt trước | Mặt sau | Họa tiết mặt trước | Họa tiết mặt sau |
| ---------------- | --------- | ------- | ------------------ | ---------------- |
| 5 sen (Tiền tem) |           |         | —                  | —                |
| 10 sen           |           |         |                    | Ornamental       |
| 20 sen           |           |         |                    |                  |
| 50 sen           |           |         |                    |                  |

### 1919
| Tên    | Mặt trước | Mặt sau | Họa tiết mặt trước | Họa tiết mặt sau |
| ------ | --------- | ------- | ------------------ | ---------------- |
| 10 sen |           |         |                    |                  |
| 20 sen |           |         |                    |                  |
| 50 sen |           |         |                    |                  |

### 1937
| Tên    | Mặt trước | Mặt sau | Họa tiết mặt trước | Họa tiết mặt sau |
| ------ | --------- | ------- | ------------------ | ---------------- |
| 10 sen |           |         |                    |                  |
| 50 sen |           |         |                    |                  |

## Yen

### 1911
| Tên                        | Mặt trước | Mặt sau | Họa tiết mặt trước | Họa tiết mặt sau |
| -------------------------- | --------- | ------- | ------------------ | ---------------- |
| 1 yen (Gold certificate)   |           |         | Jurōjin            |                  |
| 5 yen (Gold certificate)   |           |         | Jurōjin            |                  |
| 10 yen (Gold certificate)  |           |         | Jurōjin            |                  |
| 100 yen (Gold certificate) |           |         | Daikokuten         |                  |

### 1932
| Tên    | Mặt trước | Mặt sau | Họa tiết mặt trước | Họa tiết mặt sau |
| ------ | --------- | ------- | ------------------ | ---------------- |
| 1 yen  |           |         | Jurōjin            |                  |
| 5 yen  |           |         | Jurōjin            |                  |
| 10 yen |           |         | Jurōjin            |                  |

### 1938
| Tên     | Mặt trước | Mặt sau | Họa tiết mặt trước | Họa tiết mặt sau |
| ------- | --------- | ------- | ------------------ | ---------------- |
| 100 yen |           |         | Jurōjin            |                  |

### 1944
| Tên     | Mặt trước | Mặt sau | Họa tiết mặt trước | Họa tiết mặt sau |
| ------- | --------- | ------- | ------------------ | ---------------- |
| 1 yen   |           |         | Jurōjin            |                  |
| 5 yen   |           |         | Jurōjin            |                  |
| 10 yen  |           |         | Jurōjin            |                  |
| 100 yen |           |         | Jurōjin            |                  |

### 1945
| Tên                               | Mặt trước | Mặt sau | Họa tiết mặt trước | Họa tiết mặt sau |
| --------------------------------- | --------- | ------- | ------------------ | ---------------- |
| 1 yen                             |           |         | Jurōjin            |                  |
| 5 yen                             |           |         | Jurōjin            |                  |
| 100 yen                           |           |         | Jurōjin            |                  |
| 1000 yen (Chưa bao giờ phát hành) |           | —       | Jurōjin            |                  |